# Мовсисян, Аракел Абрамович
Араке́л Абра́мович Мовсися́н (арм. Արաքել Մովսիսյան; род. 20 августа 1966, Эчмиадзин) — бывший депутат парламента Армении.
- 1992—1997 — Арцахский государственный университет. Учитель физкультуры и военной подготовки.
- 1985—1987 — служба в советской армии.
- 1989—1995 — участвовал в военных действиях в Карабахе. Занимался боксом, судья по боксу Республики Армения.
- 2000—2004 — старший офицер аналитического отдела аппарата министерства обороны Республики Армения.
- 2004—2007 — депутат парламента. Член постоянной комиссии по обороне, национальной безопасности и внутренним делам. Член партии «РПА».
- 12 мая 2007 — вновь избран депутатом. Член постоянной комиссии по обороне, национальной безопасности и внутренним делам. Член партии «РПА».